# Evangelische Kirche Ladbergen

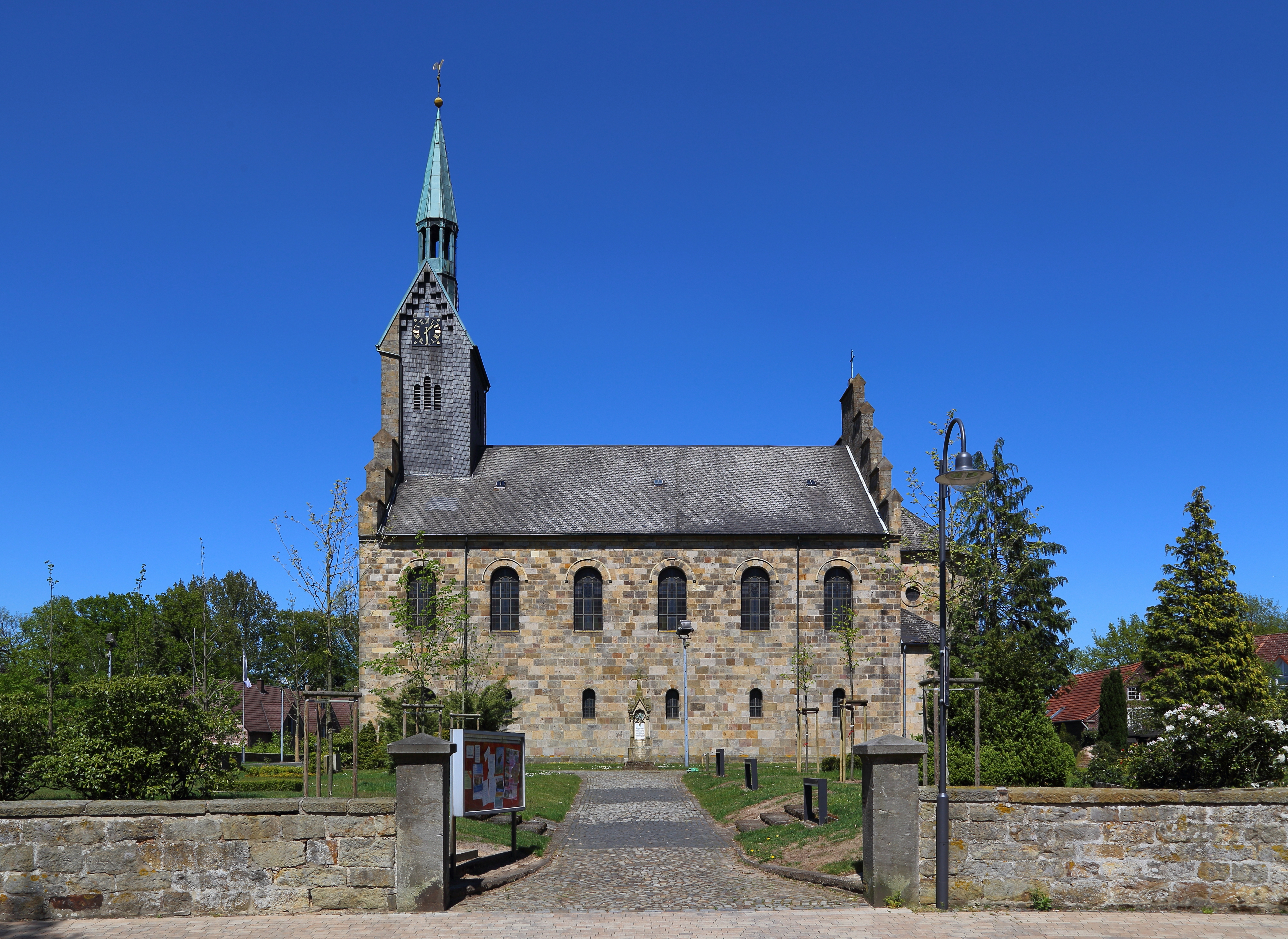
Evangelische Kirche

Die Evangelische Kirche Ladbergen ist ein denkmalgeschütztes Kirchengebäude in der Dorfstraße 18 in Ladbergen, einer Gemeinde im Kreis Steinfurt (Nordrhein-Westfalen). Sie gehört zur Kirchengemeinde Ladbergen im Kirchenkreis Tecklenburg der Evangelischen Kirche von Westfalen.

## Geschichte
In Ladbergen bestand schon seit dem Hochmittelalter eine Kapelle, die 1149 erstmals urkundlich erwähnt ist. Im 16. Jahrhundert ging der Ort mit der gesamten Grafschaft Tecklenburg zur Reformation über, 1770 erhielt die Gemeinde, die bis dahin der Kirche in Lengerich unterstanden hatte, ihre Selbständigkeit. 1854 wurde die alte Pfarrkirche abgebrochen und an anderer Stelle ein Neubau errichtet; das Areal der alten Kirche wurde 1904 durch eine neue Dorfschule (mittlerweile ebenfalls abgerissen) überbaut.
Von 1854 bis 1856 wurde, mit finanzieller Unterstützung des preußischen Königs Friedrich Wilhelm IV., nach einem von Friedrich August Stüler veränderten Entwurf des Münsteraner Bauinspektors Kawerau ein sechsachsige Emporenhalle im Rundbogenstil errichtet, außen neuromanisch, innen mit klassizistischem Einschlag. Er besteht aus Quadermauerwerk und hat einen eingezogenen Chor im Fünfachtelschluss. Die breiten Giebelfenster wurden 1892 nachträglich eingebaut, als die ursprüngliche Glockenhalterung durch einen Kirchturm ersetzt wurde, der ein Satteldach mit aufgesetzter Laterne hat.

## Architektur
Der Innenraum wird durch schlanke, hölzerne Arkaden in Mittelschiff und Seitenschiffe unterteilt. Die schlanken Holzpfeiler der Arkaden tragen außer der Decke die Emporen, die die Seitenschiffe ausfüllen. Als Reminiszenz mittelalterlicher Steinarchitektur bestehen die Holzpfeiler aus einem rechteckigen Kern und jeweils zwei in Längsrichtung der Kirche vorgesetzten Rundstäben. Unterhalb der Emporen und an der Basis der Arkadenbögen sind sie mit Kapitellen geschmückt, die ebenfalls mittelalterlichem Steinbau entlehnt sind.
Die Seitenschiffe haben flache Holzdecken. die Decke des Mittelschiffs besteht aus zwei Schrägen, die aber deutlich geringer geneigt sind als Schrägen der Dachhaut  erheblich unterhalb liegen, denn sie setzen und auf Höhe der Seitenschiffsdecken an. Genau auf den Stützen sind Binderbalken frei durch den Raum geführt und teilen die Decke des Mittelschiffs in Joche. Die polygonale Apsis hat ein Klostergewölbe.
In den Längswänden liegen über den Emporen hohe Rundbogenfenster. Die rechteckigen Fenster unter den Emporen sind nicht nur viel niedriger, sondern auch etwas schmaler.
Äußerlich sind die Stirnseiten des Schiffs mit Stufengiebeln verziert.

## Ausstattung
Die bauzeitliche Ausstattung ist weitgehend erhalten. Als Taufbecken dient eine Muschel, die 1889 von dem aus Ladbergen stammenden Missionar Heinrich Sundermann von der indonesischen Insel Nias mitgebracht wurde. Das Altarkreuz ist ein Geschenk der Partnergemeinde New Knoxville, Ohio.
Die Orgel auf der rückwärtigen Empore wurde 1974 von Alfred Führer unter Nutzung des noch aus der Vorgängerkirche stammenden Orgelprospekts und anderer Teile der Orgel von 1812 gebaut. Sie hat einen Umfang von 1304 Orgelpfeifen in 20 Registern, verteilt auf zwei Manuale und Pedal.